# ムッシュ熊雄
ムッシュ熊雄（ムッシュくまお）は、エステーの商品ムシューダのマスコットキャラクター。 

## 来歴
- 2007年に放映されたCM『クマの叫び』編から『ムシューダ』のCMに登場。
- 2010年10月よりタカラトミーアーツからキャラクターグッズが発売されることになった。

## パーソナリティ
- 水色の熊のぬいぐるみのような容姿、黄色い腹部の胸のあたりに虫食いのほころびがある。
- 動物園で働く兄（熊真呂）がいる。
- 熊真呂が結婚したためリカちゃんが義姉になる。
- 元カノはシャケのシャケ美。
- 生みの親はCMプランナーの西嶋真紀（博報堂クリエイティブ・ヴォックス）。
- 将来の夢はクマオランドをつくる事(根拠のない自信がある模様)。

## 出演CM
- ムシューダCM
  - 『クマの叫び』編（2007年）
  - 『歯医者』編（2008年）
  - 『私の彼はクマ』編
  - 『ダジャレCM』編
  - 『防虫のススメ』編（2009年）
  - 『キミにムシューダ』編（2010年春）
  - 『熊雄 動物園へ行く』編（2010年秋）
  - 『防虫の季節』編（2012年春）
  - 『虫喰ってる』編（2012年秋）
  - 『愛と熊雄』編（2013年春）

- かおりムシューダ
  - 『社長密着24時』編
  - 『悩める社長』編
  - 『矛盾会見』編
  - 『ないものねだり』編
  - 『祝 かおりムシューダ』編
  - 『ねえさん!?』編
  - 『涙の結婚式』編
  - 『グランドピアノ・リカちゃん』編
- 消臭力CM
  - 『仕事を遊ぼう』編 - 西川貴教と少しだけ共演。
  - 『Premium Aroma せっかくだからプレミアム』篇 - 再度西川貴教と共演。